# Zbigniew Chamski
Zbigniew Antoni Chamski (ur. 30 września 1911 w Moczydłach, zm. 4–7 kwietnia 1940 w Katyniu) – porucznik kawalerii Wojska Polskiego, kawaler Orderu Virtuti Militari, ofiara zbrodni katyńskiej.

## Życiorys
Syn Adama i Reginy z Ołdakowskich urodzony 30 września 1911 w Moczydłach w ówczesnym powiecie gostynińskim guberni warszawskiej. Był absolwentem Korpusu Kadetów nr 3 w Rawiczu, w którym 26 maja 1933 zdał egzamin dojrzałości. 1 października 1933 wstąpił do Szkoły Podchorążych Kawalerii w Grudziądzu. Prezydent RP Ignacy Mościcki mianował go podporucznikiem ze starszeństwem z 15 października 1935 i 48. lokatą w korpusie oficerów kawalerii, a minister spraw wojskowych wcielił do 10 pułku ułanów w Białymstoku na stanowisko dowódcy plutonu. Na stopień porucznika został mianowany ze starszeństwem z 19 marca 1939 i 46. lokatą w korpusie oficerów kawalerii.
W kampanii wrześniowej 1939 walczył w szeregach macierzystego pułku jako oficer informacyjny. Od 5 do 12 września pełnił jednocześnie funkcję dowódcy pocztu. 4 września został ranny w czasie walk pod Kowalewem na terytorium ówczesnych Prus Wschodnich, lecz pozostał w pułku. 12 września w walce pod Bieńkami został ciężko ranny w szyję. 6 października 1939 dowódca pułku podpułkownik Kazimierz Busler przedstawił go do odznaczenia Orderem Virtuti Militari „za zasługi na polu walki”.
W nieznanych okolicznościach dostał się do niewoli sowieckiej. Przebywał w obozie jenieckim w Kozielsku. Między 3 a 5 kwietnia 1940 został przekazany do dyspozycji naczelnika Zarządu NKWD Obwodu Smoleńskiego. Między 4 a 7 kwietnia 1940 zamordowany przez funkcjonariuszy NKWD w Katyniu i tam pogrzebany w bezimiennej mogile zbiorowej, gdzie od 28 lipca 2000 mieści się oficjalnie Polski Cmentarz Wojenny w Katyniu. W Lesie Katyńskim prowadzone były ekshumacje i prace archeologiczne, jednak Zbigniew Antoni Chamski nie został zidentyfikowany.
5 października 2007 minister obrony narodowej Aleksander Szczygło mianował go pośmiertnie na stopień kapitana. Awans został ogłoszony 9 listopada 2007 w Warszawie, w trakcie uroczystości „Katyń Pamiętamy – Uczcijmy Pamięć Bohaterów”.

## Ordery i odznaczenia
- Krzyż Srebrny Orderu Virtuti Militari nr 11813 pośmiertnie[11]